# Porta Liviana
La Porta Liviana era una delle principali porte d'accesso delle mura cinquecentesche di Padova. Nota anche come Porta Ponte Corvo, dal nome della località in cui sorge, è detta Liviana in onore di Bartolomeo d'Alviano, il condottiero e stratega rinascimentale che progettò le difese di Padova. 
Costituiva l'ingresso meridionale della città e l'accesso nella storica contrada Antenore.
La costruzione della porta fu iniziata subito dopo l'assedio di Padova del 1509, nell'ambito della guerra della Lega di Cambrai, e completata nel 1517.

## Origini del nome
Qualcuno sostiene che fosse denominata Pons Curvus per la sua accentuata curva necessaria per far defluire l'acqua del canale, ma il popolo aveva storpiato il nome latino, prima in corbo poi in corvo, invece che curvo. Andrebbe considerato il fatto che Corvo o Corbo è anche un cognome di nobili famiglie propagate in tutta Europa nel corso dei secoli, con evidenti discendenze latine unite ad altre che hanno dominato successivamente la penisola italiana. Tra le gens romane che si facevano chiamare Corvo c'erano la Gens Aquillia (Corvi), la Gens Fulvia che usava la forma Curvi o Curvus e la Gens Valeria (Corvi). E non dovrebbe sorprendere che un ponte, probabilmente levatoio nel passato, facesse riferimento al corvo usato per assediare le navi. Il congegno permetteva alle navi romane di aggrapparsi con un grosso uncino di ferro "a becco di corvo" alla nave nemica, sistema che non è da escludere fosse presente in origine anche nei primi ponti levatoi. L'abbordaggio navale probabilmente fu chiamato "corvus" (corvo) in onore e ricordo della vittoria sui Galli ottenuta da Marco Valerio Corvo nella battaglia del 349 a.C., in questa occasione Marco Valerio vinse con l'aiuto di un corvo che si aggrappò al nemico strappandogli un occhio. 
Nella città di Padova era proprio presente un ceppo della nobile famiglia Corvo, con blasone e motto "Post Tenebras Spero Lucem".